# Reichstagswahlen in Deutschland
Bei der Reichstagswahl bestimmte das Volk im Norddeutschen Bund bzw. Deutschen Reich von 1867 bis 1933 die Mitglieder des höchsten deutschen Parlaments, des Reichstags, in allgemeiner, gleicher (wobei das Frauenwahlrecht erst 1918 eingeführt wurde) und geheimer Wahl.
Auch in der Zeit des Nationalsozialismus (1933 bis 1945) fanden Wahlen zum Reichstag statt. Es handelte sich jedoch um Scheinwahlen, da das Ergebnis bereits von vornherein feststand; der nationalsozialistische Reichstag hatte keine parlamentarischen Funktionen.

## Wahlrecht im Norddeutschen Bund und im Deutschen Kaiserreich
Von 1867 bis 1912 war das Wahlrecht allein der männlichen Bevölkerung des Norddeutschen Bundes bzw. des Deutschen Kaiserreiches ab einem Mindestalter von 25 Jahren vorbehalten. Ebenfalls nicht wählen durften Militärpersonen, Leute mit eingeschränkter Dispositionsfähigkeit (Behinderte), Leute, die im Jahr vor der Wahl Armenunterstützung erhalten hatten, und schließlich solche, denen die Ehrenrechte aberkannt waren. Diese Regelungen waren auch in anderen konstitutionellen Ländern üblich, so dass die Anzahl der Wahlberechtigten, wie in den USA, nur bei rund zwanzig Prozent der Gesamtbevölkerung lag. Es gab kein Dreiklassenwahlrecht wie im Königreich Preußen und auch keine prinzipielle Wahlbeschränkung wie im Vereinigten Königreich.

## Norddeutscher Bund (1867 bis 1871)
Zweimal kam es zu einer Wahl zum Reichstag des Norddeutschen Bundes.

### Ergebnisse 1867
Stimmenanteil in Prozent; Zahl der Abgeordneten in Klammern
| Datum            | Nationalliberale | Linksliberale | Konservative | Zentrum | Sozialisten | Sonstige | Wahlbeteiligung (Gesamtsitze) |
| ---------------- | ---------------- | ------------- | ------------ | ------- | ----------- | -------- | ----------------------------- |
| 12. Februar 1867 | 17,7             | 4,6           | 26,3         | 0,3     | 0,8         | 50,1     | ? (297)                       |
| 31. August 1867  | 16,3             | 7,1           | 27,8         | 0,3     | 1,7         | 46,9     | ? (297)                       |

## Deutsches Kaiserreich (1871 bis 1918)
Die Mitglieder des Reichstags wurden nach dem absoluten Mehrheitswahlrecht über die einzelnen Wahlkreise gewählt. Die Reichstagswahlkreise wurden 1871 ungefähr so festgelegt, dass sie einen gleichen Bevölkerungsanteil umfassten. Da aber bis 1912 keine große Neueinteilung der Wahlkreise stattfand, waren städtische Gebiete, in denen es zwischenzeitlich einen großen Bevölkerungszuwachs gegeben hatte, deutlich unterrepräsentiert. Diese Verzerrung schadete vor allem der SPD und nutzte den Konservativen, die eine große Zahl an Wahlkreisen in Ostelbien regelmäßig sicher gewannen.
Bis 1906 wurde den Abgeordneten keine Abgeordnetenentschädigung (Diäten) gezahlt. Die finanzielle Belastung durch die Ausübung des Mandats war für Abgeordnete aus dem Kleinbürgertum oder gar der Arbeiterschaft nicht tragbar, die folglich von parlamentarischer Arbeit abgehalten wurden. Dies wurde von konservativer Seite tatsächlich auch so begründet und als Ersatz für das auf Reichsebene nicht angewandte Dreiklassenwahlrecht angesehen. Erst 1906 konnten SPD und Linksliberale die Zahlung von Abgeordnetendiäten durchsetzen.

### Ergebnisse 1871 bis 1912
Stimmenanteil in Prozent; Zahl der Abgeordneten in Klammern
| Datum            | Nationalliberale | Linksliberale | Konservative | Zentrum | Sozialisten | Antisemiten | Sonstige | Wahlbeteiligung (Gesamtsitze) |
| ---------------- | ---------------- | ------------- | ------------ | ------- | ----------- | ----------- | -------- | ----------------------------- |
| 3. März 1871     | 30,1             | 9,3           | 23,0         | 18,6    | 3,2         | —           | 15,8     | 50,7 (382)                    |
| 10. Januar 1874  | 29,7             | 9,0           | 14,1         | 27,9    | 6,8         | —           | 12,4     | 60,8 (397)                    |
| 10. Januar 1877  | 27,2             | 8,5           | 17,6         | 24,8    | 9,1         | —           | 10,1     | 60,3 (397)                    |
| 30. Juli 1878    | 23,1             | 7,8           | 26,6         | 23,1    | 7,6         | —           | 9,0      | 63,1 (397)                    |
| 27. Oktober 1881 | 14,7             | 23,1          | 23,7         | 23,2    | 6,1         | —           | 9,1      | 56,1 (397)                    |
| 28. Oktober 1884 | 17,6             | 19,3          | 22,1         | 22,6    | 9,7         | —           | 8,7      | 60,3 (397)                    |
| 21. Februar 1887 | 22,2             | 14,1          | 25,0         | 20,1    | 10,1        | 0,2         | 8,3      | 77,5 (397)                    |
| 20. Februar 1890 | 16,3             | 18,0          | 19,1         | 18,6    | 19,8        | 0,7         | 8,6      | 71,2 (397)                    |
| 15. Juni 1893    | 13,0             | 14,8          | 19,3         | 19,1    | 23,4        | 3,5         | 7,7      | 72,2 (397)                    |
| 16. Juni 1898    | 12,5             | 11,1          | 15,5         | 18,8    | 27,2        | 3,3         | 10,6     | 67,7 (397)                    |
| 16. Juni 1903    | 13,9             | 9,3           | 13,5         | 19,8    | 31,7        | 2,6         | 9,5      | 75,3 (397)                    |
| 25. Januar 1907  | 14,5             | 10,9          | 13,6         | 19,4    | 28,9        | 3,9         | 8,8      | 84,3 (397)                    |
| 12. Januar 1912  | 13,6             | 12,3          | 12,2         | 16,4    | 34,8        | 2,9         | 7,7      | 84,5 (397)                    |
| Datum            | Nationalliberale | Linksliberale | Konservative | Zentrum | Sozialisten | Antisemiten | Sonstige | Wahlbeteiligung (Gesamtsitze) |

## Weimarer Republik (1918 bis 1933)

### Wahlsystem in der Weimarer Republik

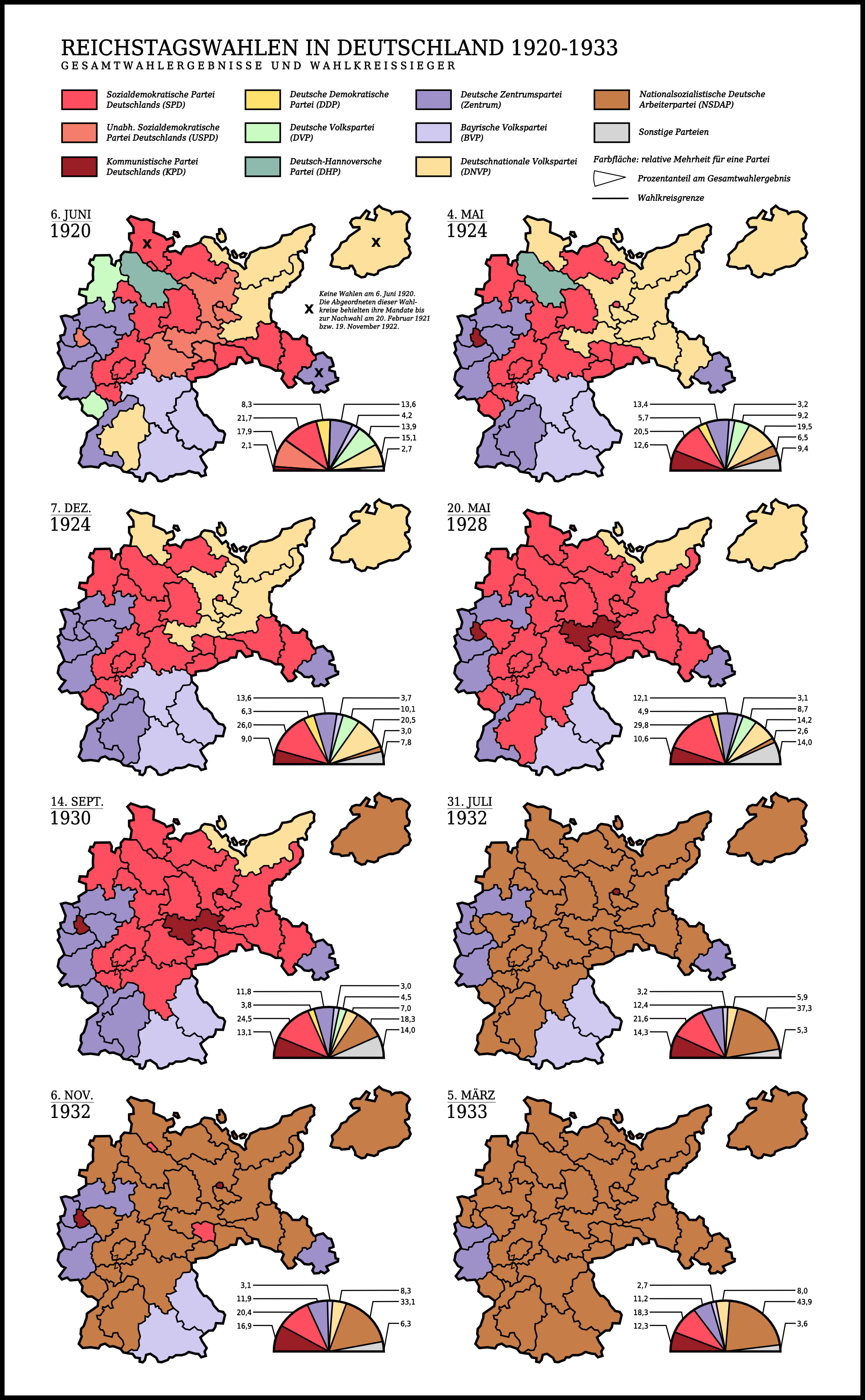
Ergebnisse und Wahlkreissieger der Reichstagswahlen 1920 bis 1933

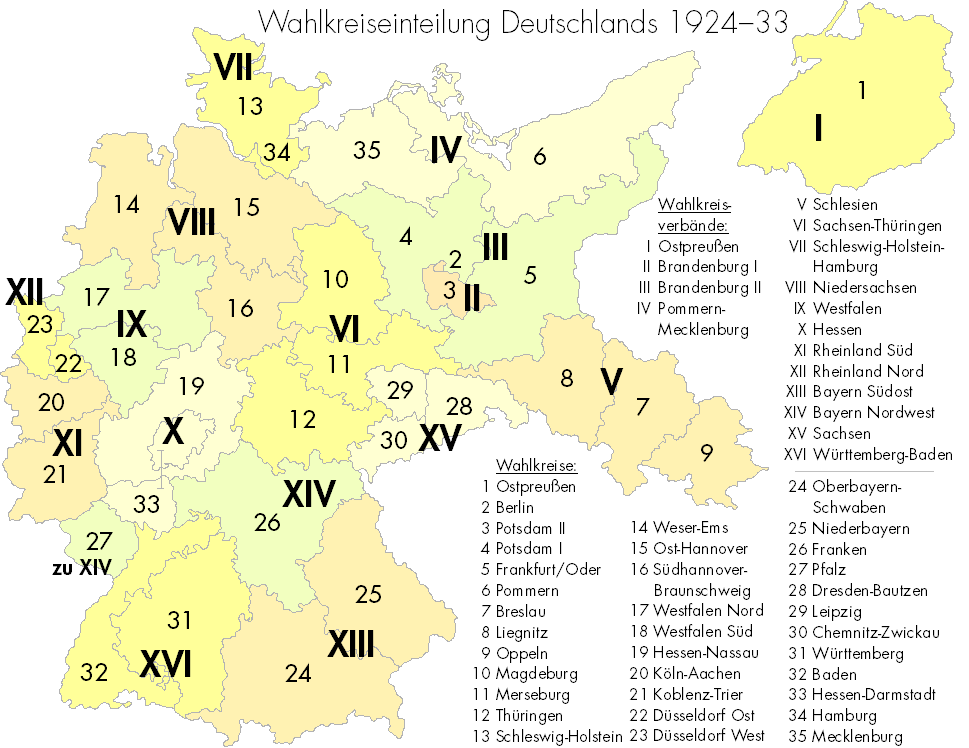
Deutschland war ab 1924 in 35 Wahlkreise unterteilt

In der Weimarer Republik wurde der Reichstag nach einem Verhältniswahlrecht gewählt, wobei auf je 60.000 Stimmen ein Abgeordneter kam. Das Reichswahlgesetz von 1920 behielt das bereits für die Wahl zur Weimarer Nationalversammlung am 19. Januar 1919 eingeführte allgemeine, unmittelbare und geheime Wahlrecht einschließlich des Frauenwahlrechts bei. Wählen durfte, wer am Wahltag zwanzig Jahre alt war. Wählbar war jeder Wahlberechtigte, der am Wahltag fünfundzwanzig Jahre alt war (§§ 1, 4 Reichswahlgesetz).
Das Wahlsystem der Weimarer Republik kannte (im Gegensatz zur bundesdeutschen 5%-Hürde) keine Sperrklausel. Für die Wahlen zum Reichstag der Weimarer Republik war Deutschland in 35 Wahlkreise eingeteilt, die wiederum zu Wahlkreisverbänden zusammengefasst waren. Das Wahlsystem der Weimarer Republik legte fest, dass einer Wahlkreisliste zunächst für je 60.000 Stimmen in einem Wahlkreis ein Sitz im Reichstag zugeteilt wurde. In einem zweiten Schritt wurden alle Reststimmen der verbundenen Listen im jeweiligen Wahlkreisverband zusammengerechnet. Für jeweils 60.000 dieser Reststimmen erhielten die verbundenen Listen wiederum einen Sitz, aber nur, wenn zumindest eine der Wahlkreislisten mindestens 30.000 Stimmen erzielen konnte. In einem dritten Verteilungsschritt wurden die Reststimmen der Wahlkreisverbände reichsweit zusammengefasst und wiederum wurde für jeweils 60.000 Stimmen ein Sitz für den Reichswahlvorschlag zugeteilt. Für einen verbleibenden Rest von mehr als 30.000 Stimmen gab es einen Sitz. Die Zahl der Sitze über den Reichswahlvorschlag war auf die Zahl der schon zugeteilten Wahlkreissitze beschränkt.
Es heißt, ein Verhältniswahlsystem lasse mehr Parteien in das Parlament als ein Mehrheitswahlsystem (Duvergers Gesetz). Doch auch im Reichstag des Kaiserreiches (mit einem absoluten Mehrheitswahlsystem) gab es rund 15 Parteien, in der Weimarer Zeit waren es tendenziell sogar etwas weniger. Besonders hoch war die Zahl der Splitterparteien im Reichstag nach den Wahlen von 1928 und 1930.
Ab Ende der zwanziger Jahre konnten, neben punktuellen Mehrheiten, keine stabilen Regierungskoalitionen mehr gebildet werden. Kanzler Heinrich Brüning (Zentrum, 1930–1932) regierte mit Notverordnungen statt mit einer parlamentarischen Mehrheit; allerdings wurde seine Regierung noch durch die SPD insofern toleriert, als sie im Reichstag jeweils gegen die Aufhebung von Notverordnungen stimmte.

### Ergebnisse 1919 bis 1933
Stimmenanteil in Prozent; Zahl der Abgeordneten in Klammern
| Datum              | KPD        | USPD      | SPD        | Zentrum   | BVP      | DDP       | DVP       | DNVP       | NSDAP      | Sonstige  | Wahlbeteiligung (Gesamtsitze) |
| ------------------ | ---------- | --------- | ---------- | --------- | -------- | --------- | --------- | ---------- | ---------- | --------- | ----------------------------- |
| 19. Januar 1919    | —          | 7,6 (22)  | 37,9 (165) | 19,7 (91) | —        | 18,6 (75) | 4,4 (19)  | 10,3 (44)  | —          | 1,5 (7)   | 83,0 (423)                    |
| 6. Juni 1920       | 2,1 (4)    | 17,9 (84) | 21,6 (102) | 13,6 (64) | 4,4 (21) | 8,4 (39)  | 14,0 (65) | 15,1 (71)  | —          | 3,1 (9)   | 79,0 (459)                    |
| 4. Mai 1924        | 12,6 (62)  | 0,8 (0)   | 20,5 (100) | 13,4 (65) | 3,2 (16) | 5,7 (28)  | 9,2 (45)  | 19,5 (95)  | 6,6 (32)   | 8,5 (29)  | 77,4 (472)                    |
| 7. Dezember 1924   | 9,0 (45)   | 0,3 (0)   | 26,0 (131) | 13,6 (69) | 3,7 (19) | 6,3 (32)  | 10,1 (51) | 20,5 (103) | 3,0 (14)   | 7,5 (29)  | 78,8 (493)                    |
| 20. Mai 1928       | 10,6 (54)  | 0,1 (0)   | 29,8 (153) | 12,1 (62) | 3,1 (16) | 4,9 (25)  | 8,7 (45)  | 14,2 (73)  | 2,6 (12)   | 13,9 (51) | 75,6 (491)                    |
| 14. September 1930 | 13,1 (77)  | 0,03 (0)  | 24,5 (143) | 11,8 (68) | 3,0 (19) | 3,8 (20)  | 4,5 (30)  | 7,0 (41)   | 18,3 (107) | 14,0 (72) | 82,0 (577)                    |
| 31. Juli 1932      | 14,6 (89)  | —         | 21,6 (133) | 12,5 (75) | 3,2 (22) | 1,0 (4)   | 1,2 (7)   | 5,9 (37)   | 37,4 (230) | 2,6 (11)  | 84,1 (608)                    |
| 6. November 1932   | 16,9 (100) | —         | 20,4 (121) | 11,9 (70) | 3,1 (20) | 1,0 (2)   | 1,9 (11)  | 8,3 (52)   | 33,1 (196) | 3,3 (12)  | 80,6 (584)                    |
| 5. März 1933       | 12,3 (81)  | —         | 18,3 (120) | 11,3 (73) | 2,7 (19) | 0,9 (5)   | 1,1 (2)   | 8,0 (52)   | 43,9 (288) | 1,5 (7)   | 88,7 (647)                    |
| Datum              | KPD        | USPD      | SPD        | Zentrum   | BVP      | DDP       | DVP       | DNVP       | NSDAP      | Sonstige  | Wahlbeteiligung (Gesamtsitze) |

## Zeit des Nationalsozialismus (1933 bis 1945)

### Wahlen in der Zeit des Nationalsozialismus
Kurz nach dem Betätigungsverbot für die SPD als „staats- und volksfeindliche Partei“ (22. Juni 1933) lösten sich sämtliche Parteien mit Ausnahme der NSDAP selbst auf. Am 14. Juli 1933 folgte das Gesetz gegen die Neubildung von Parteien. Bei den drei weiteren in der Zeit des Nationalsozialismus durchgeführten Wahlen nahmen somit nur Mitglieder der NSDAP sowie einige Parteilose, die als Gäste bezeichnet wurden, als Kandidaten teil. Zudem kam es zu massiver Einschüchterung, sodass die Wahlen nicht frei waren, sondern es sich um reine Scheinwahlen handelte.
1938 fand eine Ergänzungswahl für das Sudetenland statt. Am 25. Januar 1943 verlängerte Hitler die Wahlperiode des Reichstages durch das Gesetz über die Verlängerung der Wahlperiode des Großdeutschen Reichstags bis zum 30. Januar 1947. Damit wurde vermieden, während des Krieges Wahlen abhalten zu müssen. Durch den Kriegsausgang wurde diese Regelung hinfällig.

### Ergebnisse 1933 bis 1938
Offizieller Stimmenanteil in Prozent; Zahl der Abgeordneten in Klammern
| Datum                                              | NSDAP & Gäste | Wahlbeteiligung (Gesamtsitze) |
| -------------------------------------------------- | ------------- | ----------------------------- |
| 12. November 1933                                  | 92,1 (661)    | 95,2 (661)                    |
| 29. März 1936                                      | 98,8 (741)    | 99,0 (741)                    |
| 10. April 1938 & 4. Dezember 1938 (Ergänzungswahl) | 99,1 (855)    | 99,6 (855)                    |